# داريو باريو
داريو باريو (بالإسبانية: Darío Barrio) هو مقدم تلفزيوني وطاهي إسباني، ولد في 11 ديسمبر 1972 في مدريد في إسبانيا، وتوفي في 6 يونيو 2014 في سيغورا دي لا سييرا في إسبانيا.

## وصلات خارجية
- داريو باريو على موقع IMDb (الإنجليزية)